# 江南区 (南寧市)
江南区（こうなん-く）は中華人民共和国広西チワン族自治区南寧市に位置する市轄区。

## 行政区画
- 街道:福建園街道、江南街道、沙井街道、那洪街道、金凱街道
- 鎮:呉圩鎮、蘇圩鎮、延安鎮、江西鎮